# Gardena, Kalifornien
Gardena är en stad (city) i Los Angeles County, i delstaten Kalifornien, USA. Enligt United States Census Bureau har staden en folkmängd på 59 253 invånare (2011) och en landarea på 15,1 km².